# Objection (Tango)
Objection (Tango) (Engl. „Einspruch (Tango)“) ist ein Lied der kolumbianischen Sängerin Shakira. Das Lied wurde im August 2002 als dritte Single ihres Albums Laundry Service veröffentlicht. Eine spanischsprachige Version mit dem Titel Te Aviso, Te Anuncio (Tango) wurde ebenfalls aufgenommen.

## Entstehung
1998 veröffentlichte Shakira ihr zweites Studioalbum ¿Dónde Están los Ladrones?, das in Lateinamerika sehr erfolgreich war und mehrere Platin-Auszeichnungen erhielt. Auch in den Vereinigten Staaten war das Album in den Billboard-Latin-Album-Charts erfolgreich und diente Shakira als Türöffner in den US-amerikanischen Musikmarkt. Das auf dem Album enthaltene Lied Ojos Así wurde ebenfalls ein Hit und wird als das Signature-Lied des Albums genannt.
Gloria Estefan, Frau des damaligen Managers von Shakira, Emilio Estefan, schlug Shakira vor, das Lied ins Englische zu übersetzen. Nachdem Estefan ihr gezeigt hatte, dass einige ihrer Lieder gut ins Englische übersetzt werden können, lernte Shakira die Fremdsprache und übersetzte Ojos Así selbst. Als sie fertig war, zeigte sie ihren Entwurf Estefan, die darauf antwortete: „Ganz ehrlich, ich selbst hätte dies nicht besser machen können“. Daraufhin lernte Shakira mit Hilfe eines Privatlehrers weiter Englisch, sie begab sich ebenfalls für zwei Jahre auf eine Farm in Uruguay um das Schreiben und Aufnehmen in Englisch zu verbessern.
Nach Studium der Songtexte von Bob Dylan und der Poesie von Walt Whitman begann Shakira, eigene englischsprachige Lieder „mit einem Wörterbuch in der einen und einem Thesaurus in der anderen Hand“ zu schreiben. Objection (Tango) war der erste Song, den Shakira in englischer Sprache fertigstellte. Sie schrieb den Text und die Musik zu dem Lied gleichzeitig. Sie nahm ebenfalls eine spanischsprachige Version des Liedes mit dem Titel Te Aviso, Te Anuncio (Tango) auf. Die Single-CD von Objection (Tango), auf der Shakiras Vorgängersingle Underneath Your Clothes ebenfalls enthalten ist, erschien am 27. August 2002.

## Komposition
Objection (Tango) wurde von Shakira geschrieben und produziert, Arrangeure waren Shakira und Lester Mendez, den Hintergrundgesang übernahmen Shakira und Rita Quintero. Das Lied kombiniert Popmusik und Rockmusik mit Tango. Der im Zweihalbetakt und in h-Moll komponierte Song besitzt ein Tempo von 66 Schlägen pro Minute. Shakiras Stimmumfang reicht von E3 bis B4. Die Instrumentation besteht aus Bandoneon, Schlagzeug, Klavier, Keyboard, Bass, Kontrabass, Perkussions und Gitarre.
Objection (Tango) ist in klassischer Strophe-Refrain-Form aufgebaut, zwischen zweitem und drittem Refrain ist eine Bridge eingebaut. Inhaltlich behandelt das Lied eine verärgerte Frau, die ihrer Liebe befiehlt, sich zwischen ihr und einer anderen Frau zu entscheiden. In der Bridge, die im Sprechgesang dargeboten wird, befiehlt sie ihrem Liebhaber durch die Textzeile „Tango is not for three, was never meant to be“ („Tango ist nicht für drei Personen und war nie dafür gedacht“) die Dreiecksbeziehung zu beenden.

## Musikvideo
Das Musikvideo zu Objection (Tango) wurde von Dave Meyers gedreht, die Choreographie übernahm Tina Landon. Zu Beginn des Musikvideos tanzt Shakira mit ihrem Liebhaber Tango, danach geht ihr Liebhaber, die Musik startet und Shakira beginnt zu tanzen. Shakira fährt in einen Club, wo sie auf ihren Ex-Liebhaber trifft, der dort mit einer anderen Frau, gespielt von Tabitha Taylor, tanzt. Es folgen animierte Comic-Szenen, die einen Kampf von Shakira gegen ihren untreuen Freunde und die andere Frau zeigen. 
Nachdem sie beide besiegt hatte, endet die Animation und es wird gezeigt, dass sich der Kampf nur in Shakiras Gedanken abgespielt hatte. Als sie beide in der Wirklichkeit angreift, wird sie von beiden schnell besiegt und fällt auf einen Glastisch. Zwei als Superhelden verkleidete Männer helfen ihr und besiegen ihren Ex, während Shakira die andere Frau besiegt. Bis Februar 2017 wurde das Video auf YouTube über 124 Millionen Mal angesehen.

## Rezensionen

### Kritiken
Objection (Tango) erhielt überwiegend positive Kritiken. Kai Kopp von Laut.de überzeugte die Instrumentation: „Am überzeugendsten ist Shakira, wenn ihre geografische und biografische Herkunft […] auch musikalisch deutlich wird. Zu hören am Einsatz […] des Bandoneon in Objection“. Für Alex Henderson von Allmusic „kombiniert Shakira erfolgreich Pop-Rock mit Tango“. Matt Cibula von PopMatters hält Objection (Tango) für „schönes Rockmusik-Handwerk mit Drama und einem Sinn für Humor“.

### Preise
Bei den vierten Latin Grammy Awards 2003 war die spanische Version Te Aviso, Te Anuncio (Tango) in der Kategorie Best Rock Song nominiert. Bei den International Dance Music Awards 2003 wurde Objection (Tango) in der Kategorie Best Latin Dance Track nominiert.

## Kommerzieller Erfolg

### Chartplatzierungen
Objection (Tango) konnte nicht an der Erfolg der Vorgängersingles Whenever, Wherever und Underneath Your Clothes anknüpfen, erreichte aber dennoch Chartplatzierungen in den Top 20. In die Deutsche Singlecharts stieg das Lied am 18. November 2002 auf Platz 21 ein. In der siebten Chartwoche erreichte es mit Platz 19 die höchste Platzierung in Deutschland. Insgesamt verbrachte das Lied dort 19 Wochen in den Charts. Einen Tag vor den deutschen Charts debütierte Objection (Tango) in den österreichischen Ö3 Austria Top 40. Am 1. Dezember 2002, in der dritten Chartwoche des Songs, erreichte dieser Platz 12, bevor er in den kommenden Wochen wieder fiel. Insgesamt verbrachte der Song in Österreich sieben Wochen in den Top-20. Auch in die Schweizer Hitparade stieg Shakira mit Objection (Tango) Mitte November 2002 ein. Hier erreichte das Lied am 26. Januar 2003 Platz 10, Shakiras dritter Top-10-Hit in der Schweiz. Nach 25 Wochen fiel der Song wieder aus den Charts heraus.
Nachdem Objection (Tango) bereits mit Unterbrechungen im Oktober und November 2002 in den hinteren Rängen der britischen Singlecharts vertreten war, erfolgte der Wiedereinstieg am 23. November 2002 auf Platz 17. Diese Position stellt gleichzeitig die Höchstposition für diesen Song im Vereinigten Königreich dar. In die US-amerikanischen Billboard Hot 100 stieg das Lied am 7. September 2002 auf Platz 68 ein, konnte sich jedoch nur bis Platz 55 verbessern, welcher am 28. September 2002 erreicht wurde. Insgesamt blieb Objection (Tango) neun Wochen in den Singlecharts der Vereinigten Staaten. Top-10-Platzierungen gelangen der Single in Australien (Platz 2), in Belgien (Flandern Platz 9, Wallonien Platz 8), in Finnland (Platz 10), in Frankreich (Platz 10), in Italien (Platz 6), in Neuseeland (Platz 8), in Norwegen (Platz 8) und in Schweden (Platz 7).
| ChartsChartplatzierungen       | Höchstplatzierung | Wochen |
| ------------------------------ | ----------------- | ------ |
| Deutschland (GfK)              | 19 (14 Wo.)       | 14     |
| Österreich (Ö3)                | 12 (21 Wo.)       | 21     |
| Schweiz (IFPI)                 | 10 (25 Wo.)       | 25     |
| Vereinigte Staaten (Billboard) | 55 (9 Wo.)        | 9      |
| Vereinigtes Königreich (OCC)   | 17 (16 Wo.)       | 16     |

### Auszeichnungen für Musikverkäufe
Objection (Tango) wurde weltweit mit 3× Gold und 3× Platin ausgezeichnet.
| Land/Region                  | Auszeichnungen für Musikverkäufe (Land/Region, Auszeichnung, Verkäufe) | Verkäufe |
| ---------------------------- | ---------------------------------------------------------------------- | -------- |
| Australien (ARIA)            | Platin                                                                 | 70.000   |
| Frankreich (SNEP)            | Gold                                                                   | 250.000  |
| Mexiko (AMPROFON)            | Gold (Englische Version) · + 2× Platin (Spanische Version)             | 150.000  |
| Norwegen (IFPI)              | Gold                                                                   | 5.000    |
| Vereinigtes Königreich (BPI) | —                                                                      | 80.000   |
| Insgesamt                    | 3× Gold · 3× Platin ·                                                  | 555.000  |

Hauptartikel: Shakira/Auszeichnungen für Musikverkäufe